# اوبورا (ناحیه لوونی)
اوبورا (به چکی: Obora) یک منطقهٔ مسکونی در جمهوری چک است که در ناحیه لوونی واقع شده‌است. اوبورا ۵٫۲۸ کیلومتر مربع مساحت و ۳۱۹ نفر جمعیت دارد و ۱۷۵ متر بالاتر از سطح دریا واقع شده‌است.